# Perissomastix lala
Perissomastix lala är en fjärilsart som beskrevs av László Anthony Gozmány. Perissomastix lala ingår i släktet Perissomastix och familjen äkta malar. Inga underarter finns listade i Catalogue of Life.